# Autapsi
Il termine autapsi è utilizzato  per descrivere la sinapsi tra un neurone e un ramo del suo stesso assone.

## Storia
Venne proposto da Van der Loos e Glaser in una breve comunicazione pubblicata da Brain Research nel 1972. Già nel 1897 Held aveva osservato che molti assoni di cellule del Purkinje e di neuroni motori corticali, terminavano in prossimità dei loro dendriti o del loro soma (autocellular collaterals) anziché su quello di neuroni vicini. Held ipotizzò, quindi, che i neuroni fossero in grado di autoregolarsi con segnali eccitatori o inibitori, ma quest'ipotesi venne categoricamente rifiutata da Santiago Ramón y Cajal e altri scienziati di quel periodo, e non furono compiuti altri esperimenti fino alla seconda metà del 1900.
Successivamente si è compreso che le autapsi sono molto diffuse in diverse aree del cervello (corteccia, striato, sostanza nera, ippocampo) dei mammiferi (ratti, topi, cani, gatti, primati, uomo), e che ogni neurone può averne anche una trentina. La loro distribuzione è comunque neurone-specifica: ad esempio nella corteccia cerebrale, due classi di interneuroni (basket cells e dendrite-targeting cells) presentano un numero maggiore di autapsi rispetto ai neuroni double bouquet o ai neuroni piramidali.

## Ipotesi
Si potrebbe ipotizzare che le autapsi siano "incidenti di percorso", dovute cioè solamente alla casuale intersezione dell'assone di un neurone con i suoi dendriti, oppure che siano il risultato di uno specifico "progetto" del neurone. La prevalenza delle autapsi in particolari tipi di cellule e  la loro distribuzione nel neurone (prevalentemente a livello del soma e dei dendriti, analogamente a quella delle sinapsi tra neuroni diversi), avvalora l'ipotesi di un loro ruolo funzionale.
Da un punto di vista elettrofisiologico (utilizzando la tecnica del patch clamp), le autapsi possono essere osservate come potenziali post sinaptici inibitori, e possono essere osservati al termine di un potenziale d'azione. Per distinguerli dalla corrente sostenuta dal potassio che normalmente segue un potenziale d'azione (after hyperpolarization, AHP), è possibile utilizzare degli antagonisti dell'attività sinaptica, come la bicucullina.
Poiché la corrente AHP modula la velocità con cui la cellula, in presenza di un adeguato stimolo depolarizzante, produce una sequenza di potenziali d'azione. e poiché le autapsi producono analoghe variazioni del potenziale di membrana, si può ipotizzare che anche questo tipo di sinapsi agisca regolando l'insorgenza dei potenziali d'azione.
È stato infatti recentemente dimostrato che l'attivazione di autapsi inibitorie influenza il tempo che intercorre tra i potenziali d'azione che un neurone produce se opportunamente stimolato. A differenza delle correnti AHP, però, le autapsi possono essere modulate durante il potenziale d'azione come risultato della facilitazione presinaptica, delle variazioni di rilascio del neurotrasmettitore o di funzionalità dei recettori postsinaptici.
Infine le correnti inibitorie post-sinaptiche di tipo autaptico potrebbero avere sia un effetto eccitatorio che inibitorio, in funzione della loro localizzazione e del potenziale di riposo del neurone.